# Walter Planckaert
Walter Planckaert, nacido el 8 de abril de 1948 en Nevele es un antiguo ciclista belga. Se convirtió en profesional en 1969 y se retiraría en 1985. Sus hermanos Willy y Eddy también fueron ciclistas profesionales, así como su sobrino Jo.

## Palmarés
| 1971 - Omloop van het Waasland 1972 - Amstel Gold Race 1973 - Kuurne-Bruselas-Kuurne - 1 etapa de la Vuelta a Bélgica 1974 - 1 etapa de la Tirreno-Adriático 1975 - 2.º en el Campeonato de Bélgica en Ruta - 1 etapa de la Tirreno-Adriático 1976 - Tour de Flandes - E3-Prijs Harelbeke - G. P. Denain - 2 etapas de la Vuelta a Bélgica - 2 etapas de la Dauphiné Libéré 1977 - Vuelta a Bélgica, más 3 etapas - Dwars door Vlaanderen - Grand Prix Jef Scherens - G.P. de Wallonie - Bruxelles-Ingooigem - 1 etapa de los Cuatro Días de Dunkerque - 1 etapa de la Estrella de Bessèges | 1978 - 1 etapa del Tour de Francia - 1 etapa de la Vuelta a los Países Bajos 1979 - Kuurne-Bruselas-Kuurne - 1 etapa de la Vuelta a Bélgica - 1 etapa de los Tres Días de La Panne 1980 - 1 etapa del Tour del Mediterráneo - Circuito de Houtland 1984 - Dwars door Vlaanderen - 1 etapa del Tour del Mediterráneo - 1 etapa de los Cuatro Días de Dunkerque - 1 etapa de la Vuelta a los Países Bajos |

## Resultados

### Grande Vueltas
| Carrera         | 1969 | 1970 | 1971 | 1972 | 1973 | 1974 | 1975 | 1976 | 1977 | 1978 | 1979 | 1980 | 1981 | 1982 | 1983 | 1984 | 1985 |
| --------------- | ---- | ---- | ---- | ---- | ---- | ---- | ---- | ---- | ---- | ---- | ---- | ---- | ---- | ---- | ---- | ---- | ---- |
| Giro de Italia  | -    | -    | -    | -    | -    | -    | -    | -    | -    | -    | -    | -    | -    | -    | -    | -    | -    |
| Tour de Francia | -    | -    | -    | Ab.  | Ab.  | -    | -    | -    | -    | Ab.  | -    | -    | Ab.  | Ab.  | -    | -    | -    |
| Vuelta a España | -    | -    | Ab.  | Ab.  | -    | -    | -    | -    | -    | -    | -    | -    | -    | 52.º | -    | -    | Ab.  |

### Clásicas, Campeonatos y JJ. OO.
| Carrera                | Carrera                | 1968 | 1969 | 1970 | 1971 | 1972 | 1973 | 1974 | 1975 | 1976 | 1977 | 1978 | 1979 | 1980 | 1981 | 1982 | 1983  | 1984 | 1985 |
| ---------------------- | ---------------------- | ---- | ---- | ---- | ---- | ---- | ---- | ---- | ---- | ---- | ---- | ---- | ---- | ---- | ---- | ---- | ----- | ---- | ---- |
| Omloop Het Nieuwsblad  | Omloop Het Nieuwsblad  | —    | —    | 27.º | 16.º | 8.º  | 8.º  | 9.º  | 13.º | 4.º  | —    | 17.º | 18.º | 2.º  | 8.º  | —    | —     | 4.º  | 7.º  |
| Kuurne-Bruselas-Kuurne | Kuurne-Bruselas-Kuurne | —    | —    | —    | —    | 7.º  | 1.º  | 5.º  | —    | 4.º  | 2.º  | 3.º  | 1.º  | 13.º | —    | 12.º | —     | 2.º  | —    |
|                        | Milan San Remo         | —    | —    | —    | —    | 65.º | —    | 19.º | 10.º | 5.º  | 7.º  | —    | 17.º | 35.º | —    | —    | 108.º | —    | 38.º |
| A Través de Flandes    | A Través de Flandes    | —    | —    | 6.º  | —    | —    | 7.º  | 5.º  | 12.º | 3.º  | 1.º  | 6.º  | 2.º  | 4.º  | 10.º | —    | —     | 1.º  | —    |
| E3 Harelbeke           | E3 Harelbeke           | —    | —    | —    | —    | —    | 3.º  | 11.º | —    | 1.º  | 4.º  | 5.º  | 15.º | 5.º  | —    | —    | —     | 9.º  | —    |
| Gante-Wevelgem         | Gante-Wevelgem         | —    | —    | —    | 95.º | 7.º  | 3.º  | 7.º  | 12.º | 5.º  | 36.º | 2.º  | 11.º | 40.º | 89.º | —    | —     | 20.º | —    |
|                        | Tour de Flandes        | —    | —    | —    | —    | —    | —    | 10.º | 4.º  | 1.º  | 3.º  | 9.º  | 14.º | 11.º | —    | —    | —     | 27.º | 8.º  |
| Scheldeprijs           | Scheldeprijs           | —    | —    | —    | 21.º | 32.º | —    | —    | —    | 22.º | 35.º | —    | —    | —    | —    | —    | —     | 9.º  | 40.º |
|                        | París-Roubaix          | —    | —    | —    | 20.º | 45.º | 4.º  | 21.º | 11.º | —    | 22.º | —    | 7.º  | —    | —    | —    | —     | —    | —    |
| Amstel Gold Race       | Amstel Gold Race       | —    | —    | —    | —    | 1.º  | —    | 2.º  | —    | —    | —    | —    | —    | —    | —    | —    | —     | —    | —    |
| Flecha Valona          | Flecha Valona          | —    | —    | —    | —    | —    | 4.º  | 7.º  | 10.º | —    | 5.º  | 21.º | —    | —    | —    | —    | —     | —    | —    |
|                        | Lieja-Bastoña-Lieja    | —    | —    | —    | —    | —    | —    | 2.º  | 33.º | —    | —    | —    | —    | —    | —    | —    | —     | —    | —    |
| París-Tours            | París-Tours            | —    | —    | —    | —    | 10.º | 18.º | 58.º | —    | 15.º | —    | —    | —    | —    | —    | —    | —     | 93.º | —    |
| Mundial en Ruta        | Mundial en Ruta        | —    | —    | —    | —    | —    | —    | —    | —    | 25.º | —    | —    | —    | —    | —    | —    | —     | —    | —    |
| Bélgica en Ruta        | Bélgica en Ruta        | —    | —    | —    | —    | —    | 20.º | 12.º | 2.º  | —    | —    | —    | 6.º  | —    | 6.º  | —    | —     | —    | —    |

 —: No participa

Ab.: Abandona

X: Ediciones no celebradas